# Ista International
 (janvier 2016).
Si vous disposez d'ouvrages ou d'articles de référence ou si vous connaissez des sites web de qualité traitant du thème abordé ici, merci de compléter l'article en donnant les références utiles à sa vérifiabilité et en les liant à la section « Notes et références ».
ista SE, anciennement Schlumberger, est une société de services multinationale dans le domaine de l'énergie. Son siège se trouve à Essen.
Elle est membre du syndicat de la mesure.
Elle intervient dans le marché du répartiteur de frais de chauffage (RFC), du compteur d'énergie thermique, et du compteur d'eau.

## Histoire
Ista a été fondée en 1957 par John Schultz et Karl Völker à Mannheim. En 1990, la société est acquise par Raab Karcher. Elle fusionne en 1994 sous le nom de Raab Karcher Energy Services. 
En 1997, Raab Karcher Energy se développent aux États-Unis et en République populaire de Chine puis, en 1998, est représentée dans presque tous les pays européens. En 1999, elle fusionne de nouveau et devient Viterra Energy Services continue. 
Viterra Energy Services a réalisé en 2000 de la croissance externe avec l'acquisition d'entreprises espagnoles et brésiliennes. Dans la même année elle devient le leader du marché en République tchèque.
En avril 2003, la société colombienne est vendue pour 930 millions d'euros. La partie prenante est l'investisseur financier CVC Capital Partners.
Le 1er janvier 2003, la société a adopté le nom Ista Germany GmbH. Durant l'été 2007, l'investisseur financier britannique Charterhouse Development Capital intervient pour une participation majoritaire dans le groupe. Le 19 avril 2013, la participation est cédée pour 3,1 milliards d'euros à CVC Capital Partners.
Ista a réalisé sa croissance au travers de croissance externe à l'échelle internationale : acquisition d'Incatema en 2000, acquisition d'Utiliread en 2001, acquisition de Comptage Immobilier Services en 2006 et acquisition de l'AZUREENNE de Comptage en 2013.
Ista a été racheté en 2017 par un consortium chinois pour 4,5 milliards d'euros.

## Données
La société compte 4 800 employés. Elle détecte et calcule la consommation d'énergie individuelle d'environ 12 millions d'unités (résidentiel et commercial) à travers le monde. La société Ista international a généré un chiffre d'affaires de 781,2 millions d'euros en 2014.
Les sociétés du groupe Ista sont actives dans 25 pays. En plus des pays européens, elle est présente en Chine et en Russie. En Allemagne, cependant, la société peut difficilement faire des acquisitions pour des raisons de concurrence. Les principaux concurrents de la société sont la société Proxiserve, Techem, OCEA Smart Building, Minol Messtechnik, Qundis et Brunata-Metrona.

### Comptage subdivisionnaire
Le modèle d'affaires de l'ISTA est le sous-comptage. Cela inclut le comptage et la facturation individuelle des données de consommation pour les maisons multifamiliales et l'immobilier commercial.
Les entreprises de services facturent leurs services sur la base des compteurs en entrée de chaque bâtiment. ISTA met en place des services de comptage subdivisionnaires de manière à subdiviser les consommations auprès des différents utilisateurs internes (comme les appartements se trouvant dans un même bâtiment).
La Commission européenne estime qu'il existerait un potentiel d'économie d'énergie dans le secteur des bâtiments de 15 % à 30 %, par l'utilisation de compteurs subdivisionnaires de chauffage. Elle souhaite que les États membres de l'UE aient une base juridique appropriée, sur le modèle de la réglementation allemande, qui a permis le développement d'Itsa.

### Produits
La société Ista vend, loue, installe, exploite, mesure, au travers de compteurs subdivisionnaires tels que les répartiteurs de coûts de chaleur, les compteurs d'eau et de chaleur, la technologie des systèmes et des accessoires.
En 2013, la proportion de dispositifs de comptage communicants par ondes radio est de 35 %. En 2017, les deux tiers des compteurs seront équipés de la technologie sans fil.
Depuis 2007, la société Ista dispose également d'un détecteur de fumée dans l'offre : Fumonic.
Avec de nouvelles offres telles que l'analyse de la consommation et les données de gestion de l'énergie, sites web, gestion de l'énergie... Ista entre dans une gestion professionnelle des données énergétiques. Ces solutions sont conçues pour aider les gestionnaires et les locataires à identifier les possibilités et les opportunités de réduction des coûts pour améliorer l'efficacité dans les bâtiments résidentiels et commerciaux. En outre, le chauffage Ista ECG a pour but la conservation de l'énergie. 